# Комільяський папський університет
Комілья́ський па́пський університе́т (лат. Pontificia Universitas Comillensis; ісп. Universidad Pontificia Comillas) — католицький приватний університет в Мадриді, Іспанія. Належить Товариству Ісуса. Заснований 1890 року з дозолу папи Лева XIII у Комільясі як Семінарія святого Антонія Падуанського. За понтифікату Пія X отримав статус папського університету (1904). Надає наукові ступені в галузях теології, філософії й канонічного права. З 1969 року перемістився до іспанської столиці. Складається з факультетів теології, канонічного права, гуманітарних і суспільних наук, бізнесу та економіки, юриспруденції, а також інженерної та фізіотерапевтичної шкіл. При університеті діють дослідницькі інститути технологій; лібералізму та масонства; педагогіки; міграції; віри та секуляризму; центр інновацій; сучасної мови; сім'ї тощо.

## Назва
- 1890—1904:  Комільяська семінарія святого Антонія Падуанського (ісп. Seminario de San Antonio de Padua de Comillas)
- з 1904: Комільяський папський університет

## Структура
- Теологічний факультет;
- Факультет канонічного права;
- Факультет гуманітарних і суспільних наук;
- Вища технічна школа інженерії ICAI
- Факультет економічних наук і бізнесу ICADE
- Юридичний факультет ICADE
- Школа догляду і фізіотерапії імені святого Івана Божого

## Видання
- Diccionario histórico de la Compañía de Jesús (2001)

## Випускники
- Фатіма Баньєс